# Centaurea lusitanica
Centaurea lusitanica — вид квіткових рослин айстрових (Asteraceae). Ендемік пд. і цн. Португалії; інтродукований до Мадейри.